# Sahib Bibi Aur Ghulam
Sahib Bibi Aur Ghulam (Hindi: साहिब बीबी और गुलाम, übersetzt: Besitzer, Ehefrau und Sklave) ist ein Bollywoodfilm aus dem Jahr 1962. Die Geschichte basiert auf dem gleichnamigen Buch von Bimal Mitra.

## Handlung
Bengalen Ende des 19. Jahrhunderts: Manjhle Babu und Chhote Sarkar, zwei Brüder der Choudhury Familie, haben das Badi Haveli geerbt. Chhote ist mit Chhoti Bahu, einer schönen Mittelschichtsfrau, verheiratet. Dennoch erlangt sie keine Aufmerksamkeit von ihrem Ehemann, der sie, wie es für seinen Stand gebührt, eher wie ein Dienstmädchen behandelt. Jeden Abend vergnügt er sich mit Frauen und Alkohol im Bordell, währenddessen Chhoti einsam bleibt.
Da taucht Bhoothnath auf, ein Mann mittleren Alters, der nach Kalkutta gereist ist, um nach Arbeit zu suchen. Er nimmt einen Job in der Fabrik von Subinoy Babu an und verliebt sich in dessen junge Tochter Jaba.
Eines Nachts nimmt der Bedienstete von Chhote, Bansi, der auch mit Bhoothnath verwandt ist, ihn zu Chhoti mit. Sofort ist Bhoothnath von ihrer Schönheit und Traurigkeit überwältigt und gibt ihr die Kraft, die Lebensweise ihres Mannes nicht einfach hinzunehmen: Er unterstützt sie dabei ihren Gatten zurückzuerobern. Bhoothnath wird ihr geheimer Vertrauter.
Bhoothnath verlässt die Stadt, um eine Ausbildung als Architekt zu machen. In dieser Zeit versucht Chhoti ihren Mann zurückzuerobern. Doch Chhotis Versuche sind missglückt, bis sie selbst zum Alkohol greift, um Chhote Sarkar bei sich zu haben.
Einige Jahre später kehrt Bhoothnath zurück und ist über das Gesehene schockiert. Chhoti ist verzweifelnd dem Alkohol verfallen, ebenso ihr Ehemann. Sie bittet Bhoothnath sie zu einem Tempel zu begleiten, um für ihren Ehemann zu beten. Ihre Unterhaltung wird von ihrem Schwager Manjhle Babu belauscht, der außer sich vor Wut ist. Somit befiehlt er einem Handlanger Chhoti zu bestrafen, da sie mit fremden Männern außerhalb der Choudhury Familie gesellt.
Als Chhoti und Bhoothnath sich mit einem Karren auf den Weg machen, wird der Karren gestoppt. Bhoothnath bekommt einen Schlag und fällt in Ohnmacht, während Chhoti Bahu entführt wird. Nachdem Bhoothnath in einem Krankenhaus aufwacht, erfährt er, dass Chhoti verschwunden und ihr Gatte verstorben ist. Bhoothnaths Arbeiter informieren ihn, ein Skelett im Badi Haveli gefunden zu haben. Anhand des Schmucks der Leiche realisiert Bhoothnath, dass dies die sterblichen Überreste von Chhoti Bahu sind.

## Hintergrund
Der Film entstand nach Bimal Mitras Roman Saheb Bibi Golam aus dem Jahr 1952. Die Rolle der Chhoti Bahu sollte ursprünglich Nargis spielen, doch sie war durch die Geburt ihres Sohnes Sanjay verhindert. Die Filmsongs werden von Asha Bhosle, Geeta Dutt und Hemant Kumar gesungen. Die Handlung des Films ist als Rückblende erzählt.
Sahib Bibi Aur Ghulam war Indiens Kandidat für die Academy Awards für das Jahr 1963, wurde jedoch nicht nominiert.

## Auszeichnungen
- Internationale Filmfestspiele Berlin 1963 nominiert für den Goldenen Bären
- Filmfare Award/Beste Regie an Abrar Alvi (1963)
- Filmfare Award/Beste Hauptdarstellerin an Meena Kumari (1963)
- Filmfare Award/Bester Film an Guru Dutt (1963)
- Filmfare Award/Beste Kamera an V. K. Murthy (1963)
- President's Silver Medal
- Bengal Film Journalist Association Film des Jahres